# Шлирбах (Вюртемберг)
Шлирбах (нем. Schlierbach) — община в Германии, в земле Баден-Вюртемберг.
Подчиняется административному округу Штутгарт. Входит в состав района Гёппинген. Население составляет 3804 человека (на 31 декабря 2010 года). Занимает площадь 10,97 км².